# 영암 학계리 지석묘군
학계리지석묘군(鶴溪里支石墓群)은 대한민국 전라남도 영암군 학산면 학계리에 있는 고인돌 군이다. 2005년 1월 27일 전라남도의 기념물 제229호로 지정되었다.

## 주변 건축 허용기준
2020년 1월 16일 '전라남도 지정문화재 역사문화환경 보존지역 내 건축행위 등에 관한 허용기준'이 고시되었다.

## 참고 문헌
- 영암 학계리 지석묘군 - 국가유산청 국가유산포털